# Armata di Carelia
L'Armata di Carelia (in finlandese: Karjalan armeija) fu una grande unità del Maaivomat, l'esercito della Finlandia, durante la Guerra di continuazione. Venne costituita il 29 giugno 1941, subito dopo lo scoppio del conflitto.

## Operazioni

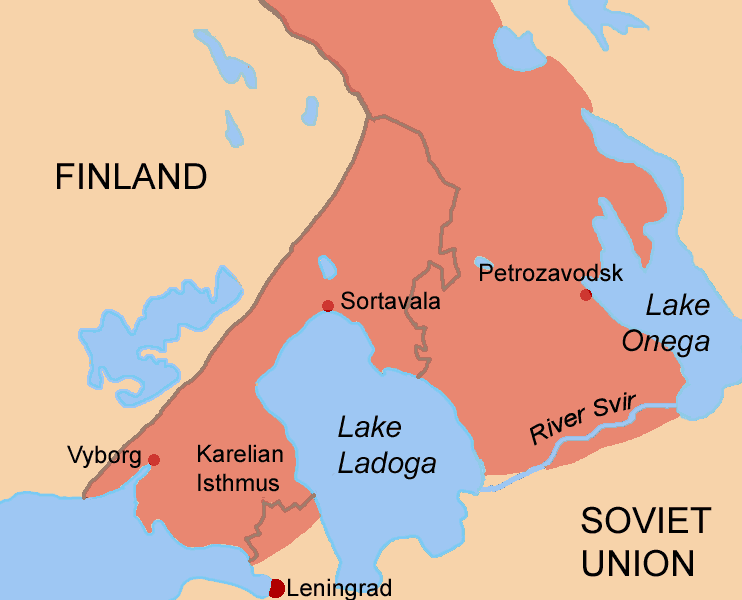
Le aree occupate dalle truppe finlandesi durante la Guerra di continuazione. L'Armata di Carelia ha combattuto a nord del lago Ladoga.

Il 10 luglio l'Armata iniziò la sua offensiva verso la Carelia orientale, a nord del lago Ladoga. L'obiettivo era quello di recuperare le aree conquistate dall'Unione Sovietica durante la Guerra d'inverno, ma anche di avanzare più in profondità possibile nel territorio sovietico per ottenere un fronte più facilmente difendibile.
Sul fianco settentrionale l'armata era supportata dalla 14ª divisione indipendente, mentre a sud dalle forze dell'istmo careliano.
L'avanzata dell'armata fu rapida, grazie all'uso della fanteria leggera (Jäger). La capitale della Carelia Petrozavodsk fu presa in ottobre, e prontamente ribattezzata Äänislinna. Nel settembre 1941, l'Armata di Carelia partecipò all'assedio di Leningrado, minacciando la città da est. Nell'autunno dello stesso anno l'armata prese posizione lungo il fiume Svir, tra i laghi Ladoga e Onega. La città di Medvezhegorsk venne conquistata a dicembre.
Dopo il termine della fase offensiva della guerra, l'Armata di Carelia venne sciolta e il suo quartier generale divenne il quartier generale del Gruppo Aunus.

## Organizzazione
L'armata era organizzata in due corpi d'armata e un gruppo separato.
- VII Corpo d'Armata (VII armeijakunta)
  - 7ª Divisione
  - 19ª Divisione
- VI Corpo d'Armata (VI armeijakunta)
  - 1ª Divisione
  - 5ª Divisione
  - 11ª Divisione
- Gruppo Oinonen o Gruppo O (Ryhmä Oinonen o Ryhmä O)[1]
  - 1ª Brigata Jäger
  - 2ª Brigata Jäger
  - Brigata di Cavalleria
- 11ª, 12ª e 13ª Batteria leggera

I due corpi d'armata erano composti da un totale di 5 divisioni di fanteria, mentre il Gruppo Oinonen era formato da una brigata di cavalleria e da due brigate di Jäger. Inoltre, la 163. Infanterie-Division tedesca fu successivamente aggiunta all'armata.

## Comandanti
- Generale di fanteria Erik Heinrichs: 29 giugno 1941 - 29 gennaio 1942
- Tenente generale Karl Lennart Oesch: 29 gennaio 1942 - 1º marzo 1942